# Alicja Czerwińska

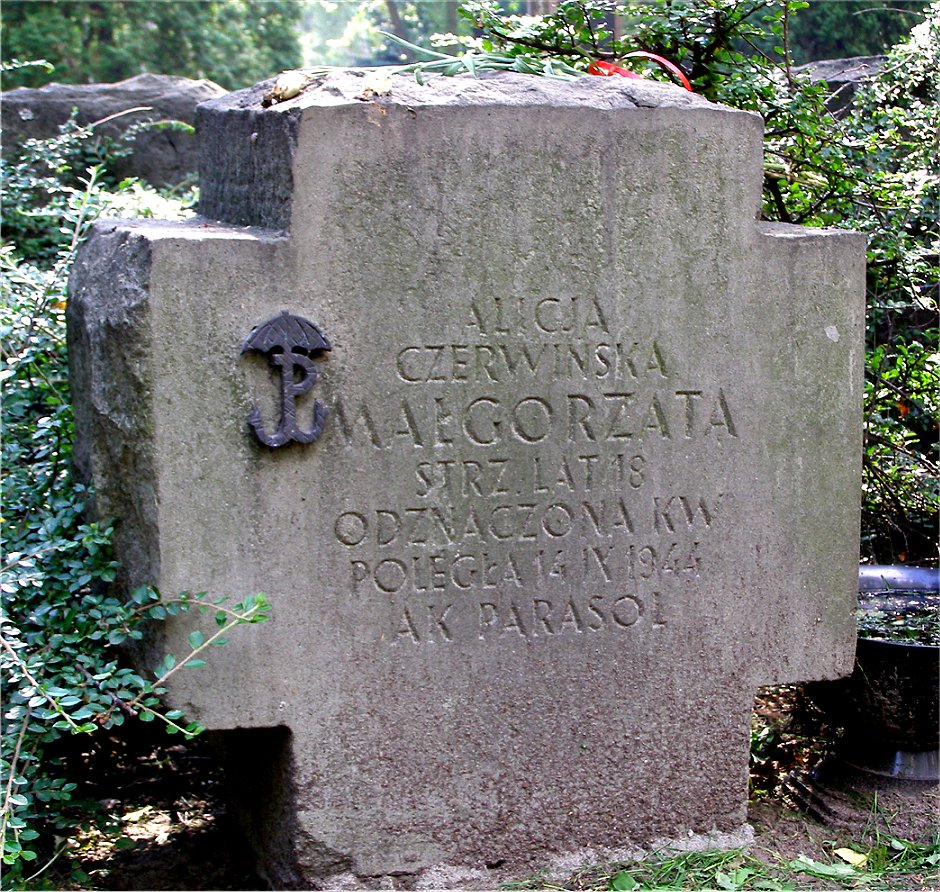
Grób na Powązkach Wojskowych

Alicja Czerwińska ps. „Małgorzata” (ur. 20 lutego 1926 w Warszawie, zm. 14 września 1944 tamże) – starszy strzelec, łączniczka dowództwa w batalionie „Parasol” Armii Krajowej, uczestniczka powstania warszawskiego.

## Życiorys
Córka Franciszka i Bronisławy z domu Jarosz. Była uczennicą Gimnazjum im. Juliusza Słowackiego w Warszawie. Podczas okupacji niemieckiej działała w polskim podziemiu zbrojnym. Najpierw służyła w utworzonym w 1939 r. przez środowisko 16. WDH im. Zawiszy Czarnego działającej przy Liceum im. Stanisława Staszica 1 szturmowej kompanii ciężkich karabinów maszynowych. Następnie przeszła do batalionu „Pegaz” (późniejszego „Parasola”). Była jedną z trzech łączniczek dowództwa tego batalionu.
W pierwszych dniach sierpnia 1944 r. znalazła się na warszawskiej Ochocie, gdzie przyłączyła się do walk powstańczych. Dostała się tam do niewoli niemieckiej, z której następnie uciekła. Przedarła się na Mokotów, i dalej kanałami do Śródmieścia. 4 września dołączyła tam do macierzystego oddziału – batalionu „Parasol”, z którym przeszła na Czerniaków. Zginęła 14 września 1944 podczas walk przy ul. Ludnej 3. Miała 18 lat. Pochowana na Powązkach Wojskowych w kwaterach żołnierzy i sanitariuszek batalionu „Parasol” (kwatera 24A-7-7).
Odznaczona Krzyżem Walecznych.